# Granatnik GA-40
GA-40 (GA, GA-2000) – polski, prototypowy, zasilany taśmowo granatnik automatyczny.

## Historia
W latach 60. w Zakładach Techniki Specjalnej Instytutu Mechaniki Precyzyjnej opracowano kilka wzorów granatników podwieszanych. Jeden z nich został przyjęty do uzbrojenia jako granatnik wz. 74. Jeszcze w trakcie prac nad granatnikiem podwieszanym postanowiono opracować także granatnik automatyczny. W 1968 gotowy był projekt zasilanego taśmowo granatnika automatycznego „Tytan”, jednak prace nad nim przerwano uznając, że nie ma konieczności opracowywać polskiej konstrukcji, a w razie potrzeby do uzbrojenia zostanie przyjęty sowiecki granatnik automatyczny AGS-17.
Ostatecznie do zakupu AGS-17 nie doszło i Wojsko Polskie nie przyjęło do uzbrojenia żadnego typu granatnika automatycznego. Brak tego rodzaju uzbrojenia stawał się z czasem coraz bardziej dotkliwy. Dlatego na początku XXI wieku w ramach projektu współfinansowanego przez Komitet Badań Naukowych, ZM Tarnów i ZM Dezamet, w Instytucie Mechaniki Precyzyjnej został zaprojektowany granatnik GA-40 (inne nazwy to GA i GA-2000).
Pierwsze prototypy GA-40 były gotowe w 2001. Planowano rozpoczęcie produkcji w pierwszej połowie 2002 i dostarczenie do 2006 ok. 200 granatników GA-40. Pomimo tych planów do uruchomienia produkcji nie doszło.
W 2005 granatnik nadal był konstrukcją prototypową. Według planów miał stanowić uzbrojenie pododdziałów wsparcia piechoty (na podstawie trójnożnej), a także być uzbrojeniem KTO Rosomak i polskich HMMWV (zamiennie z wkm NSW-B i ukm UKM-2000).
W czasie XIII Międzynarodowego Salonu Przemysłu Obronnego w sierpniu 2005 zaprezentowano nową wersję granatnika GA-40. W odróżnieniu od wcześniej pokazywanych prototypów, muszka znajdowała się nie na pokrywie komory zamkowej, ale na składanej podstawie na lufie. Dodatkowo dodano urządzenie wylotowe pełniące rolę tłumika płomieni. Egzemplarz granatnika prezentowany na MSPO 2005 posiadał także celownik optoelektroniczny umieszczony na wysokiej podstawie zamocowanej do tylnej części komory zamkowej.
W 2010 roku zaprezentowano na MSPO model „wz. 2008” bliski docelowej konstrukcji, który jeszcze w tym roku miał być skierowany do badań zakładowych i żywotnościowych, w ramach konsorcjum Grupy Bumar, ZM Tarnów i ZM Dezamet. W tym czasie Wojsko Polskie przyjęło 
już na uzbrojenie pierwsze używane amerykańskie granatniki tej klasy Mk 19 Mod 3. Do przyjęcia na uzbrojenie granatnika GA-40 ostatecznie nie doszło.

## Opis techniczny
Granatnik automatyczny GA-40 jest zespołową bronią samoczynną. Zasada działania oparta na odrzucie zamka półswobodnego. Zasilanie taśmowe. Lufa zakończona szczelinowym tłumikiem płomienia. Przyrządy celownicze składają się z muszki (na składanej podstawie) i nastawnego celownika krzywiznowego. W tylnej części komory zamkowej można zamocować podstawę celownika optoelektronicznego.